# イントゥ・ザ・スカイ 気球で未来を変えたふたり
『イントゥ・ザ・スカイ 気球で未来を変えたふたり』（原題:The Aeronauts）は2019年に公開された米英合作の冒険映画である。監督はトム・ハーパー、主演はフェリシティ・ジョーンズが務めた。

## 概略
1862年のロンドン。気象学者のジェームズ・グレーシャーはパイロットのアメリア・レンと一緒にガス気球で大空へと旅立った。飛行の目的は気象データを集めることと最高高度到達記録を更新することであった。前人未踏の世界はロマンに満ちた世界であったが、危険と隣り合わせの世界でもあった。上空に行けば行くほど空気が薄くなり、そのために判断力や気力が鈍る中、2人は生還するために必死で知恵を絞るのだった。

### アメリア・レンに関して
本作の最大の見せ場となるガス気球飛行はジェームズ・グレーシャーとヘンリー・コックスウェルが1862年9月5日に行ったフライトである。そのフライトで、2人が乗ったガス気球は高度1万1887mに達し、当時の最高高度到達記録を更新した。しかし、本作にはグレーシャーこそ登場するものの、コックスウェルは女性パイロットのアメリア・レンに置き換えられている。アメリアはコックスウェルやソフィー・ブランシャール（プロのガス気球飛行士になった初めての女性）などの実在する飛行士を手引きに創作された架空のキャラクターである。ロイヤル・ソサエティの図書館長を務めるキース・ムーアは「ヘンリー・コックスウェルが描写されないというのは恥ずべき事態である。コックスウェルの業績は顕著なものであり、彼がいたからこそ、グレーシャーは生きて地上に帰ってくることができたのだから。」と批判している。

## キャスト
※括弧内は日本語吹替。
- フェリシティ・ジョーンズ（佐古真弓） - アメリア・レン
- エディ・レッドメイン（川本克彦） - ジェームズ・グレーシャー
- フィービー・フォックス（杉村理加） - アントニア
- ヒメーシュ・パテル（菅原雅芳） - ジョン・トリュー
- ヴァンサン・ペレーズ（細川祥央） - ピエール・レン
- アン・リード（沢田敏子） - エセル・グレーシャー
- トム・コートネイ（沢りつお） - アーサー・グレーシャー
- ティム・マッキナリー - エアリー
- レベッカ・フロント - フランシスおばさん

## 製作
2016年12月、アマゾン・スタジオズが本作の脚本の映画化権を獲得した。2017年11月27日、フェリシティ・ジョーンズとエディ・レッドメインが本作の出演交渉に臨んでいると報じられた。8月、本作の主要撮影がイギリスで始まった。2019年6月10日、スティーヴン・プライスが本作で使用される楽曲を手掛けることになったとの報道があった。

## 公開・マーケティング
2019年8月29日、本作のオフィシャル・トレイラーが公開された。30日、本作はテルライド映画祭でプレミア上映された。9月8日には、第44回トロント国際映画祭での上映が行われた。
本作は2019年10月25日から1週間だけIMAXシアターでプレミア上映される予定だったため、IMAXカメラを使用した撮影も行われた。しかし、90日以上の上映することを求めたIMAXと1週間だけ上映したいアマゾン・スタジオズの交渉は不首尾に終わり、IMAXシアターでの上映は取りやめとなり、それに伴って全米公開日も2019年12月6日に延期されることになった。

## 評価
本作は批評家から好意的に評価されている。映画批評集積サイトのRotten Tomatoesには152件のレビューがあり、批評家支持率は71%、平均点は10点満点で6.41点となっている。サイト側による批評家の見解の要約は「スリリングなヴィジュアルと相性の良い主演2人が生み出すしっかりとしたケミストリーのお陰で、『イントゥ・ザ・スカイ 気球で未来を変えたふたり』は鑑賞する価値のある作品となっている。」となっている。また、Metacriticには36件のレビューがあり、加重平均値は60/100となっている。